# Sora (Oruro)
Sora ist eine Ortschaft im Departamento Oruro im Hochland des südamerikanischen Andenstaates Bolivien.

## Lage im Nahraum
Sora liegt in der Provinz Pantaleón Dalence und ist der größte Ort des Cantón Vicente Ascarrunz im Municipio Machacamarca. Die Ortschaft liegt wenige Kilometer östlich des Uru-Uru-Sees, zwischen der Nationalstraße Ruta 1 und der Bahnlinie nach Poopó.

## Geographie
Sora liegt auf einer Höhe von 3732 m und wird im Osten von den Hochgebirgszügen der Cordillera Central begrenzt.
Das Klima ist kalt-trocken, die Vegetation die der Puna. Die Jahresdurchschnittstemperatur liegt bei unter 10 °C und der Jahresniederschlag bei niedrigen rund 400 mm (siehe Klimadiagramm Oruro).

## Verkehrsnetz
Sora liegt in einer Entfernung von 22 Straßenkilometern südöstlich von Oruro, der Hauptstadt des gleichnamigen Departamentos.
An Sora vorbei führt die 1215 Kilometer lange asphaltierte Nationalstraße Ruta 1 in nord-südlicher Richtung. Sie führt von Desaguadero an der peruanischen Grenze über El Alto und Oruro im Norden weiter nach Potosí und Tarija im Süden und endet bei Bermejo an der Grenze zu Argentinien.
Fünf Kilometer südlich von Sora verläuft außerdem die 976 Kilometer lange Nationalstraße Ruta 6, die über Sucre zur paraguayischen Grenze führt.

## Bevölkerung
Die Einwohnerzahl der Ortschaft ist in dem Jahrzehnt zwischen den beiden letzten Volkszählungen auf fast das Doppelte angestiegen:
| Jahr | Einwohner         | Quelle       |
| ---- | ----------------- | ------------ |
| 1992 | keine Detaildaten | Volkszählung |
| 2001 | 295               | Volkszählung |
| 2012 | 493               | Volkszählung |
| 2024 |                   | Volkszählung |

Die Region weist einen hohen Anteil an Quechua-Bevölkerung auf, im Municipio Machacamarca sprechen 71,2 Prozent der Bevölkerung Quechua. In Sora beträgt der Anteil der Bevölkerung mit Quechua als Muttersprache 50,5 Prozent.